# Château-d'Olonne
Château-d'Olonne là một xã ở tỉnh Vendée trong vùng Pays de la Loire, Pháp. Xã này có diện tích 31,22 kilômét vuông, dân số năm 2006 là 12.950 người. Xã này nằm ở khu vực có độ cao trung bình 32 mét trên mực nước biển.

## Biến động dân số
| Năm | 1962  | 1968  | 1975  | 1982  | 1990   | 1999   | 2006   |
| --- | ----- | ----- | ----- | ----- | ------ | ------ | ------ |
| Dân số | 3 838 | 5 771 | 7 552 | 8 836 | 10 976 | 12 908 | 12 950 |
| From the year 1962 on: No double counting—residents of multiple communes (e.g. students and military personnel) are counted only once. |       |       |       |       |        |        |        |